# کوندیبیتو
کوندیبیتو شهری در شهرستان کونگوسی در استان بام در بورکینافاسوی شمالی است و جمعیت آن ۷۸۵ نفر است.